# Mestosoma laterale
Mestosoma laterale är en mångfotingart som beskrevs av Filippo Silvestri 1897. Mestosoma laterale ingår i släktet Mestosoma och familjen orangeridubbelfotingar. Inga underarter finns listade i Catalogue of Life.